# Alex Dunbar
Alexander James Dunbar (Dumfries, 23 aprile 1990) è un rugbista a 15 britannico, internazionale per la Scozia, che gioca nel ruolo di tre quarti centro. Al momento è senza squadra.

## Biografia
Figlio di una famiglia di contadini, Dunbar iniziò a giocare a livello giovanile a Glasgow fino a unirsi nel 2009 ai Glasgow Warriors per giocare nel Pro12. Fece il suo debutto internazionale con la Scozia affrontando l'8 giugno 2013 le Samoa a Durban nell'ambito delle Castle Beer Series.
Alex Dunbar fu l'autore delle due mete, segnate a distanza di 14 minuti l'una dall'altra, che consentirono nel secondo tempo il momentaneo vantaggio degli scozzesi nella partita del Sei Nazioni 2014 contro l'Italia poi finita 21-20 grazie al drop segnato da Duncan Weir a tempo scaduto. Questa fu l'unica vittoria della Scozia in quella edizione del torneo.
A livello di club Dunbar fu uno dei giocatori che contribuì al raggiungimento della finale del Pro12 2013-14 dove i Glasgow Warriors vennero sconfitti 34-12 dal Leinster. Come riconoscimento delle sue prestazioni il centro scozzese venne inserito nel Dream Team di quella edizione del campionato.

## Palmarès
- Pro12: 1
Glasgow: 2014-15